# Ternovskij rajon
Il Ternovskij rajon (in russo Терновский район?) è un rajon dell'Oblast' di Voronež, in Russia; il capoluogo è Ternovka. Istituito nel 1930, ricopre una superficie di 1.310 km².